# Vézère-Tal: Fundorte und Höhlenmalereien
Vézère-Tal: Fundorte und Höhlenmalereien bezeichnet ein Weltkulturerbe der UNESCO im Département Dordogne in der ehemaligen Region Aquitaine im Südwesten Frankreichs.
Am Unterlauf der Vézère gelegen umfasst das Welterbe in einem Gebiet von etwa 30 mal 40 Kilometern 147 prähistorische Fundstätten und 25 dekorierte Höhlen.
Zusätzlich zu den Funden menschlicher Skelette wurde eine bedeutende Sammlung von Gegenständen zusammengetragen, die bei der Einschreibung des Kulturerbes mehr als 500.000 Feuerstein-Objekte, 148 tierische Überreste und 844 verschiedene Gebrauchsgegenstände und künstlerische Arbeiten umfasste. Diese Sammlung erlaubte es, eine Chronologie steinzeitlicher Kulturen in Europa zu etablieren.
Die Objekte und Kunstwerke aus dem Vézère-Tal sind ein wichtiges Zeugnis längst vergangener Kulturen, die bis in die Altsteinzeit zurückreichen. Einige der bildlichen Darstellungen sind weltweit als Meisterwerke  prähistorischer Kunst anerkannt. Beispielhaft sind die Venus von Laussel, der als Hochrelief ausgeführte Pferde-Fries von Cap-Blanc sowie die wohlbekannten Höhlenmalereien von Lascaux zu nennen, deren Entdeckung im Jahr 1940 für die Geschichtsschreibung der prähistorischen Kunst von großer Bedeutung war. Aus ethnologischer und anthropologischer sowie ästhetischer Sicht besonders interessant sind die Höhlenmalereien, insbesondere die der Höhle von Lascaux. Die kunstvoll komponierten Jagdszenen zeigen an die 100 Tierfiguren, deren Detailtreue, Farbenreichtum und lebensechte Darstellung bemerkenswert sind.
Die Stätten wurden 1979 zunächst unter der Bezeichnung französisch Grottes ornées de la Vallée de la Vézère bzw. englisch the Decorated Caves of the Valley of the Vézère in die Liste des Weltkulturerbes eingetragen. 2006 wurde das Welterbe in Sites préhistoriques et grottes ornées de la vallée de la Vézère bzw. Prehistoric Sites and Decorated Caves of the Vézère Valley umbenannt. Die Einschreibung bezog sich also zunächst in erster Linie auf die dekorierten Höhlen, bezieht nun aber ebenso die archäologischen Stätten ausdrücklich mit ein.

## Liste der Einzelstätten
Eine umfassende Liste aller Einzelstätten kann hier nicht gegeben werden. In der Dokumentation des UNESCO-Welterbe-Zentrums werden die folgenden Fundstätten und Höhlen namentlich aufgelistet.
| Ref.-Nr. | Bild | Name der Stätte    | Anmerkung                                                      | Lage                            | Gemeinde                           |
| -------- | ---- | ------------------ | -------------------------------------------------------------- | ------------------------------- | ---------------------------------- |
| 85-001   |      | Abri de Cro-Magnon | für Besucher geöffnet                                          | 44° 56′ 25,6″ N, 1° 0′ 34,6″ O  | Les Eyzies-de-Tayac-Sireuil        |
| 85-002   |      | Abri du Poisson    | Besuche nur nach Vereinbarung                                  | 44° 56′ 38,8″ N, 0° 59′ 54,2″ O | Les Eyzies-de-Tayac-Sireuil        |
| 85-003   |      | Font de Gaume      | Zugang für eine begrenzte Besucherzahl                         | 44° 56′ 5″ N, 1° 1′ 44″ O       | Les Eyzies-de-Tayac-Sireuil        |
| 85-004   |      | La Micoque         | Besuche nur nach Vereinbarung                                  | 44° 57′ 27,6″ N, 1° 0′ 22,2″ O  | Les Eyzies-de-Tayac-Sireuil        |
| 85-005   |      | La Mouthe          | Geschlossen                                                    | 44° 55′ 28,9″ N, 1° 1′ 14,1″ O  | Les Eyzies-de-Tayac-Sireuil        |
| 85-006   |      | Laugerie basse     | für Besucher geöffnet, laufende Ausgrabungen                   | 44° 57′ 3,8″ N, 0° 59′ 57,5″ O  | Les Eyzies-de-Tayac-Sireuil        |
| 85-007   |      | Laugerie haute     | Besuche nur nach Vereinbarung                                  | 44° 57′ 11,8″ N, 1° 0′ 12,3″ O  | Les Eyzies-de-Tayac-Sireuil        |
| 85-008   |      | Le Grand Roc       | für Besucher geöffnet                                          | 44° 56′ 58,2″ N, 0° 59′ 54″ O   | Les Eyzies-de-Tayac-Sireuil        |
| 85-009   |      | Les Combarelles    | Zugang für eine begrenzte Besucherzahl                         | 44° 56′ 36,8″ N, 1° 2′ 31,6″ O  | Les Eyzies-de-Tayac-Sireuil        |
| 85-010   |      | Le Cap Blanc       | Zugang für eine begrenzte Besucherzahl                         | 44° 56′ 44,3″ N, 1° 5′ 50,6″ O  | Marquay                            |
| 85-011   |      | Lascaux            | geschlossen                                                    | 45° 3′ 13,3″ N, 1° 10′ 12″ O    | Montignac-Lascaux                  |
| 85-012   |      | Cro de Granville   | auch Cro de Rouffignac, Zugang für eine begrenzte Besucherzahl | 45° 0′ 31,7″ N, 0° 59′ 15,5″ O  | Rouffignac-Saint-Cernin-de-Reilhac |
| 85-013   |      | Roc de Saint-Cirq  | Zugang für eine begrenzte Besucherzahl                         | 44° 55′ 33,9″ N, 0° 58′ 2,9″ O  | Saint-Cirq                         |
| 85-014   |      | Le Moustier        | Besuche nur nach Vereinbarung                                  | 44° 59′ 39,6″ N, 1° 3′ 35,5″ O  | Saint-Léon-sur-Vézère              |
| 85-015   |      | La Madeleine       | unzugänglich                                                   | 44° 58′ 6″ N, 1° 1′ 50,8″ O     | Tursac                             |